# Панола (Алабама)
Панола (англ. Panola) — переписна місцевість (CDP) в США, в окрузі Самтер штату Алабама. Населення — 71 особа (2020).

## Географія
Панола розташована за координатами 32°56′49″ пн. ш. 88°15′44″ зх. д. / 32.94694° пн. ш. 88.26222° зх. д. (32.946819, -88.262264).  За даними Бюро перепису населення США в 2010 році переписна місцевість мала площу 1,86 км², з яких 1,86 км² — суходіл та 0,00 км² — водойми.

## Демографія
Згідно з переписом 2010 року, у переписній місцевості мешкали 144 особи в 57 домогосподарствах у складі 35 родин. Густота населення становила 77 осіб/км².  Було 63 помешкання (34/км²).
Расовий склад населення:
| - 97,9 % — чорних або афроамериканців - 2,1 % — білих |

До двох чи більше рас належало 0,0 %. Частка іспаномовних становила 0,0 % від усіх жителів.
За віковим діапазоном населення розподілялося таким чином: 28,5 % — особи молодші 18 років, 57,6 % — особи у віці 18—64 років, 13,9 % — особи у віці 65 років та старші. Медіана віку мешканця становила 38,0 року. На 100 осіб жіночої статі у переписній місцевості припадало 89,5 чоловіків;  на 100 жінок у віці від 18 років та старших — 80,7 чоловіків також старших 18 років.
Цивільне працевлаштоване населення становило 21 осіб. Основні галузі зайнятості: сільське господарство, лісництво, риболовля — 33,3 %, будівництво — 28,6 %, виробництво — 19,0 %, освіта, охорона здоров'я та соціальна допомога — 19,0 %.